# Buchs (Sankt Gallen)
Buchs – miasto i gmina we wschodniej Szwajcarii, w kantonie St. Gallen, w okręgu Werdenberg. Leży nad Renem, przy granicy z Liechtensteinem.

## Demografia
W Buchs mieszka 13 286 osób. W 2021 roku 42% populacji gminy stanowiły osoby urodzone poza Szwajcarią. 

## Transport
Przez teren miasta przebiegają autostrada A13 oraz drogi główne nr 13 i nr 16.